# Онодзё
Онодзё (яп. 大野城市 О:нодзё:-си) — город в Японии, находящийся в префектуре Фукуока. Площадь города составляет 26,88 км², население — 97 864 человека (1 августа 2014), плотность населения — 3640,77 чел./км².

## Географическое положение
Город расположен на острове Кюсю в префектуре Фукуока региона Кюсю. С ним граничат города Фукуока, Касуга, Дадзайфу, Тикусино и посёлки Уми, Накагава.

## Население
Население города составляет 97 864 человека (1 августа 2014), а плотность — 3640,77 чел./км². Изменение численности населения с 1980 по 2005 годы:
| 1980 | 64 109 чел. |  |
| 1985 | 69 435 чел. |  |
| 1990 | 75 214 чел. |  |
| 1995 | 82 903 чел. |  |
| 2000 | 89 414 чел. |  |
| 2005 | 92 748 чел. |  |

## Символика
Деревом города считается Ilex rotunda, цветком — Platycodon grandiflorus.